# Стивен Скот
Стивен Скот (Луишам, 10. јануар 1985), је спортиста из Велике Британије који се такмичи у стрељаштву. На Олимпијским играма у Рио де Жанеиру освојио је бронзану медаљу у дисциплини дупли трап. Са Светских првенстава има бронзу из 2014.